# USS Glenard P. Lipscomb (SSN-685)
USS Glenard P. Lipscomb (SSN-685) byla experimentální útočná jaderná ponorka amerického námořnictva z doby studené války, sloužící k testování jaderného reaktoru s přirozeným oběhem a turboelektrickým pohonem. Po USS Tullibee (SSN-597) to byla druhá americká ponorka využívající tichého turboelektrického pohonného systému. Navzdory své experimentální povaze byla ponorka plně bojeschopná. Zvolená koncepce pohonu se však neosvědčila, neboť složitější a těžší pohonný systém vedl k poklesu rychlosti. Americké námořnictvo ponorku provozovalo v letech 1974-1990. 

## Stavba

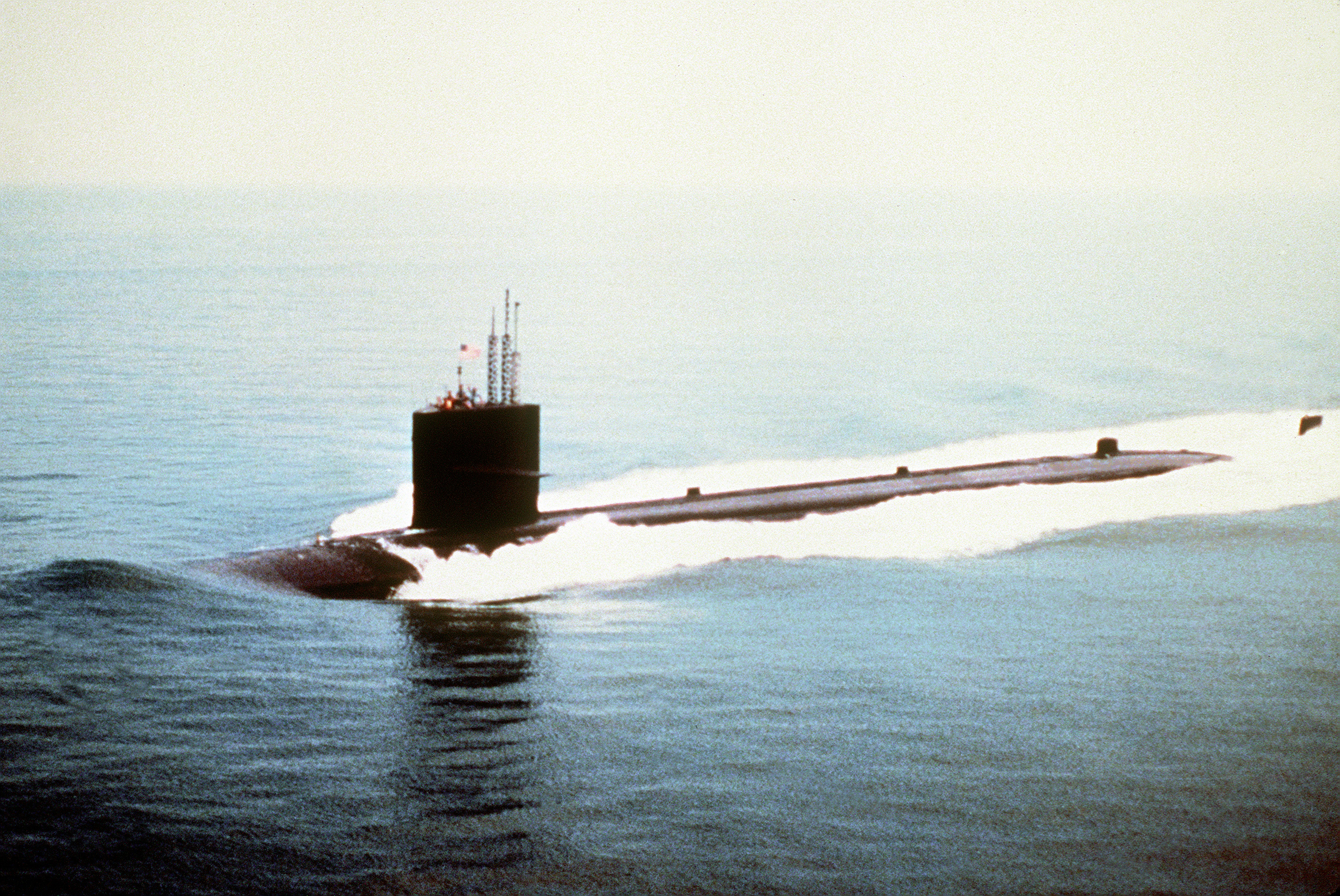
USS Glenard P. Lipscomb (SSN-685)

Ponorku postavila loděnice General Dynamics Electric Boat v Grotonu ve státě Connecticut. Stavba byla zahájena 5. června 1971, trup byl na vodu spuštěn 4. června 1973 a hotová ponorka byla do služby přijata 21. prosince 1974.

## Konstrukce
Základní konstrukce ponorky vycházela z třídy Sturgeon, přičemž se lišil především pohonný systém. Ponorka byla vyzbrojena čtyřmi 533mm torpédomety, ze kterých mohla být vypouštěna torpéda Mk 48, protilodní střely Harpoon, nebo protizemní střely Tomahawk. Pohonný systém tvořil jaderný reaktor S5W a dvě parní turbíny, pohánějící jeden lodní šroub.

## Operační služba
Ponorka byla ze služby vyřazena a z námořního registru vyškrtnuta dne 11. července 1990. Následovala recyklace provedená v loděnici Puget Sound Naval Shipyard v Bremertonu ve státě Washington.